# Budd Friedman
Budd M. Friedman (Norwich, 6 de junio de 1932-Los Ángeles, 12 de noviembre de 2022) fue un actor y comediante estadounidense, reconocido por haber sido el fundador y propietario original del club de comedia The Improv, que abrió en 1963 en el barrio Hell's Kitchen de Manhattan. Fue una figura muy importante en el lanzamiento de las carreras de comediantes como Rodney Dangerfield, Richard Lewis, Robert Klein, Jay Leno, Andy Kaufman, Freddie Prinze, Steve Landesberg y Jimmie Walker. Durante un breve periodo de tiempo dirigió a Bette Midler en las primeras etapas de su carrera. Fue con la ayuda y guía de Friedman que Midler apareció por primera vez en The Tonight Show.

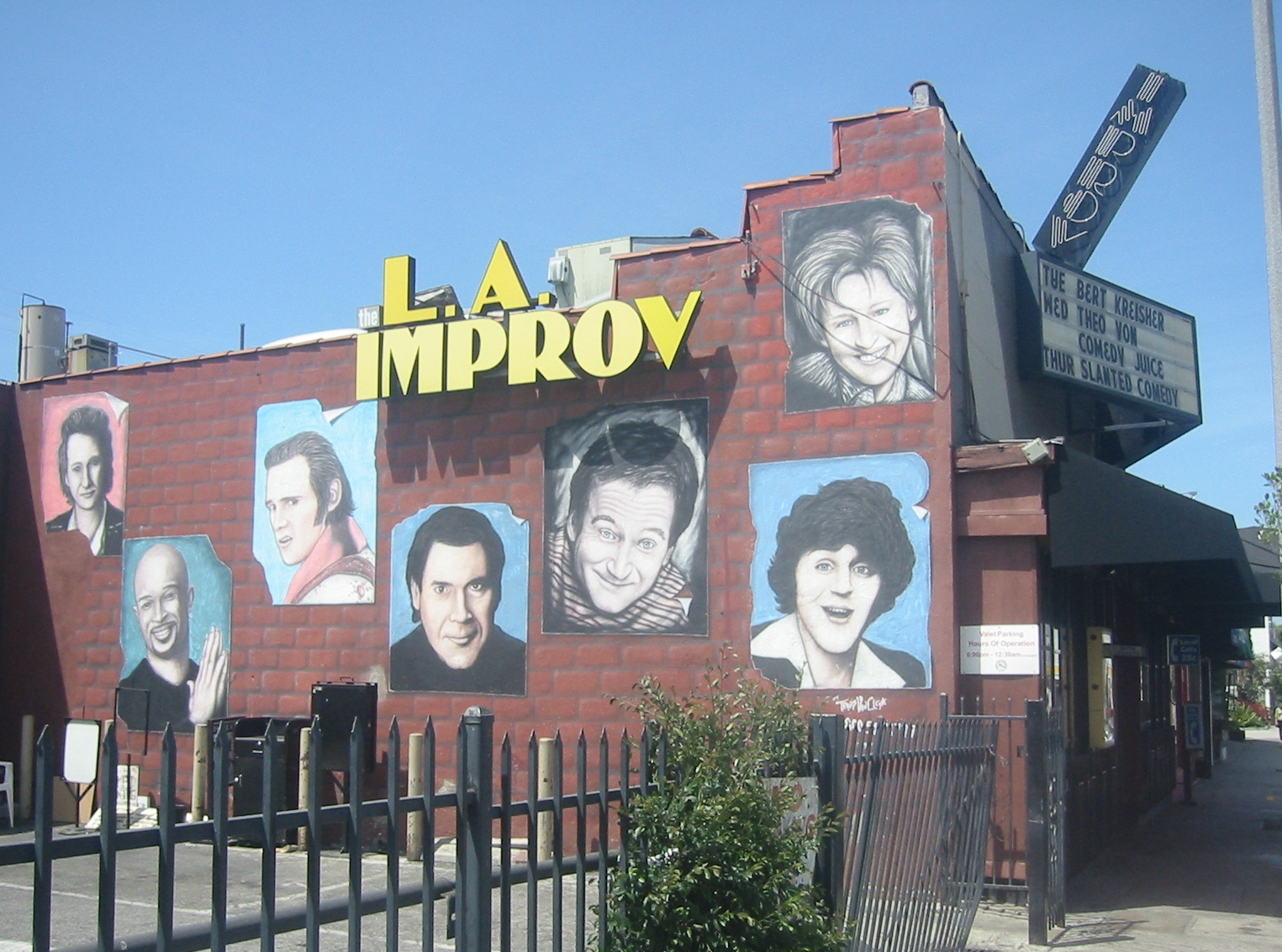
Friedman fundó la franquicia de The Improv, reconocido club de comedia que ha albergado grandes nombres como Jay Leno y Andy Kaufman.

También se desempeñó como actor y productor. Además, abrió un club de improvisación en el Pechanga Resort & Casino en Temecula, California, así como en el Fantasy Springs Resort and Casino en Indio, California.

## Filmografía

### Como actor
- National Lampoon's Funny Money (2003)
- Man on the Moon (1999)
- Star 80 (1983)
- An Evening at the Improv (1982)

### Como productor
- National Lampoon's Funny Money (2003)
- An Evening at the Improv (1982)

## Premios y reconocimientos
- Hijo nativo de Norwich, Connecticut (1980)[6]
- Premio Golden Goody (2013)[7]